# Maximiliano Rodríguez Maeso
Maximiliano Rodríguez Maeso (Montevideo, Uruguay, 2 de octubre de 1990) es un futbolista uruguayo. Juega como centrocampista.
Defendió la camiseta de la selección uruguaya Sub-22 en los Juegos Panamericanos 2011.

## Trayectoria
Maxi Rodríguez se formó en el Montevideo Wanderers. Debutó en el 2009 jugando ante Peñarol bajo la dirección técnica de Salvador Capitano. Su primer gol fue justamente ante Peñarol, y en total ha logrado 29 conquistas en 97 encuentros con la camiseta del conjunto Bohemio.
El 9 de mayo de 2013 se hace oficial su fichaje por el Grêmio de Brasil.
El club le agradece profundamente por haber defendido nuestra camiseta con el corazón; por ser un gran capitán, futbolista, compañero, y por sobre todo una gran persona. 
(Agradecimiento del Montevideo Wanderers luego de confirmar su fichaje por Grêmio).
En enero de 2015, se integra en calidad de préstamo, con opción de compra por seis meses a la Universidad de Chile.
Después de su paso por Chile, regresa a Grêmio.

### Peñarol
En su llegada a Peñarol obtuvo el Campeonato Uruguayo de Primera División 2015-16 donde marcó 4 goles.

## Selección nacional

### Participaciones en los Juegos Panamericanos
| Edición                   | Sede   | Resultado    | Part. | Goles |
| ------------------------- | ------ | ------------ | ----- | ----- |
| Juegos Panamericanos 2011 | México | Tercer lugar | 5     | 1     |

## Clubes
| Club                     | País          | Año           | Part. | Goles | Asist. | Prom. G-A |
| ------------------------ | ------------- | ------------- | ----- | ----- | ------ | --------- |
| Montevideo Wanderers     | Uruguay       | 2009-2013     | 97    | 29    | 20     | 0.51      |
| Grêmio                   | Brasil        | 2013-2014     | 37    | 6     | 3      | 0.24      |
| → Vasco da Gama (cedido) | Brasil        | 2014          | 21    | 3     | 5      | 0.38      |
| → U de Chile (cedido)    | Chile         | 2015          | 17    | 2     | 5      | 0.41      |
| Grêmio                   | Brasil        | 2015-2016     | 11    | 1     | 1      | 0.18      |
| → Peñarol (cedido)       | Uruguay       | 2016          | 16    | 4     | 3      | 0.44      |
| Grêmio                   | Brasil        | 2017          | 4     | 0     | 0      | 0         |
| San Martín (SJ)          | Argentina     | 2017-2018     | 16    | 1     | 3      | 0.25      |
| San Luis                 | Chile         | 2018          | 11    | 1     | 2      | 0.27      |
| Peñarol                  | Uruguay       | 2019          | 4     | 0     | 0      | 0         |
| Tigre                    | Argentina     | 2019          | 4     | 0     | 0      | 0         |
| Villa Teresa             | Uruguay       | 2020          | 13    | 0     | 0      | 0         |
| Paraná                   | Brasil        | 2021          | 7     | 0     | 0      | 0         |
| La Rata                  | Uruguay       | 2023          | 2     | 3     | 0      | 0         |
| Total carrera            | Total carrera | Total carrera | 262   | 47    | 42     | 0.34      |

## Palmarés
| Equipo(s)          | Equipo(s) | Nacionales | Nacionales | Nacionales | Nacionales | Subtotal | Continentales | Continentales | Continentales | Mundiales | Mundiales | Subtotal | Total |
| ------------------ | --------- | ---------- | ---------- | ---------- | ---------- | -------- | ------------- | ------------- | ------------- | --------- | --------- | -------- | ----- |
| Equipo(s)          | Equipo(s) | Liga       | Copa       | Super Copa | Torneos    | Subtotal | C1            | C2            | C3            | M1        | M2        | Subtotal | Total |
| Bandera de Uruguay | Peñarol   |            | -          | -          |            | –        | –             | –             |               | –         | –         | -        | 2     |
| Total              | Total     | 1          | -          | -          | 1          | -        | -             |               | –             | -         | –         | -        | 2     |

### Campeonatos nacionales
| Competición         | Equipo  | País    | Año     |
| ------------------- | ------- | ------- | ------- |
| Campeonato Uruguayo | Peñarol | Uruguay | 2015-16 |
| Torneo Apertura     | Peñarol | Uruguay | 2019    |

### Campeonatos internacionales
Tercer lugar en Juegos Panamericanos 2011 con la Selección Uruguaya sub-23

## Curiosidades
Es hermano mayor del futbolista de  Peñarol, Gastón Rodríguez. Llegaron a jugar juntos durante el 2016 en la ya mencionada institución.
Tiene un primo, también llamado Gastón Rodríguez -más conocido como ´El zapa´- que se desempeña en las filas del Bandi Fútbol Club.
El día 12 de septiembre de 2013, quedó en la historia de Grêmio al hacer en una misma jugada, 3 caños seguidos al mismo contrincante, quien luego cortaría la jugada con una brutal patada en la rodilla, ganándose así una tarjeta amarilla.